# Юрміяз
Юрмія́з (башк. Юрмияз, рос. Юрмияз) — річка в Росії, розташована в межах Республіки Башкортостан. Права притока річки Гарі, належить до підбасейну Білої басейну Ками. Назва цієї водної артерії походить від назви одного з давніх башкирських племен, найвірогідніше, юрмі або юрмати.
Загальна довжина Юрміяза становить 12 км. Характер його живлення мішаний: ґрунтовий, дощовий і сніговий. Виток знаходиться у низкогір'ї Уральських гір поблизу села Юрміязбаш, чия назва в дослівному перекладі означає «голова Юрміяза». Від витоку на відстані близько 2 км річка тече у південно-західному напрямку, далі повертає на південь, а за 2 км від місця впадіння в Гарі (за 3,8 км від гирла останньої) прямує на південний схід. Береги Юрміяза лісисті, пересічені ділянками пасовищ і паші.
На річці Юрміяз розташовані села Юрміязбаш (біля самого витоку) та Шулганово (безпосередньо біля гирла). Води річки обмежено використовуються мешканцями цих населених пунктів для господарських потреб, однак промислового значення вона не має.